# Кара Исин
Кара Исин (грч. Πολίχνη Полихни) је градско насеље и пето по величини предграђе града Солуна. Кара Исин припада округу Солун у оквиру периферије Средишња Македонија, где је улази у састав општине Павлос Мелас.

## Положај
Кара Исин се налази северно од управних граница општине Солун. Удаљеност између средишта ова два насеља је 4 км.

## Становништво
Према бугарском географу и историчару, Василу Канчову, у Кара Исину је 1900. године живело 71 Словен хришћанин. Током Другог балканског рата село је настрадало а становништво избегло. Наредних година насељене су грчке избегличке породице са Кавказа, којих је 1920. било 858. Касније се део избеглица преселио у друга насеља, те је 1928. у Кара Исину био 451 житељ. После Грчког грађанског рата насеље се брзо развија досељавањем породица из планинских и напуштених села, тако је 1991. године имало 27.894 становника.
У последња три пописа кретање становништва Кара Исина било је следеће:
| 1991.  | 2001.  | 2021.  |
| ------ | ------ | ------ |
| 27.894 | 36.146 | 38.887 |